# 沖縄県内の有価証券報告書提出会社一覧
沖縄県内の有価証券報告書提出会社一覧（おきなわけんないのゆうかしょうけんほうこくしょていしゅつがいしゃいちらん）は、沖縄総合事務局財務部に有価証券報告書を提出している企業の一覧である。
上場している企業については記述しない。Eではじまるコードは、EDINETコードである。
- 北部製糖 - E00365、決算月：6月
- 新中糖産業 - E00362、決算月：6月
- りゅうとう - E00366、決算月：6月
- 久米島製糖 - E00367、決算月：6月
- 石垣島製糖 - E00368、決算月：6月
- オリオンビール - E00410、決算月：3月
- りゅうせき - E01078、決算月：3月
- 琉球セメント - E01191、決算月：3月
- 沖縄海邦銀行 - E03683、決算月：3月
- BASE沖縄野球球団 - E35388、決算月：12月